# Дед Мороз и серый волк (мультфильм, 1937)
«Дед Мороз и серый волк» — мультипликационный фильм в чёрно-белом изображении, созданный в 1937 году режиссёром-мультипликатором Ольгой Ходатаевой. Первый советский новогодний мультфильм с Дедом Морозом.

## Сюжет
Лесные зверята готовятся к Новому году. Дед Мороз собирается срубить им ёлку на праздник. Двое зайчат отправляются с ним рубить ёлку и оставляют стеречь дом свою сестрёнку. В это время серый волк пытается попасть в дом к зайчатам, сказав, что он Дед Мороз, но их сестрёнка ему не верит. После этого он надевает бороду и шубу и, прикинувшись Дедом Морозом, опять стучится в дом к зайчатам, и маленькая зайчиха его пускает. Он засовывает её в мешок вместе с угощениями со стола и уходит. Дед Мороз и зайчата в лесу слышат доносящиеся из мешка волка крики зайчихи и пытаются догнать волка, но он убегает. Маленькая зайчиха отрывает заплатку на мешке, выбрасывает оттуда угощения и выпрыгивает сама. Так Дед Мороз и зайчата находят свою сестрёнку и приходят к дому волка. Серый волк, обнаружив пропажу, прячется от Деда Мороза у себя дома. Дед Мороз замораживает избу серого волка, и тот, замёрзнув, выходит. Потом волк срубает ёлку и доносит её до дома зайчат. Дед Мороз наряжает ёлку и раздаёт подарки зверятам. После Волк просит прощения у маленькой зайчихи и обманом её опять похищает, но Дед Мороз её спасает и сдувает метелью волка в полынью.

## Создатели
- Режиссёр: Ольга Ходатаева
- Ассистент: Н. Воинов
- Сценарий: Владимир Сутеев
- Композитор: Г. Лобачёв
- Звукооператор: С. Ренский
- Оператор: Д. Каретный
- Съёмка: К. Крылова, П. Лебедева
- Художники-мультипликаторы: Ламис Бредис, Т. Гиршберг, Фаина Епифанова, 
Б. Петин, Т. Пузырёва, Лидия Резцова, М. Зотова
- Цветной вариант фильма восстановлен в 2013 году с цветоделенных исходных негативов. Премьера восстановленного цветного варианта 25 февраля 2014 года на фестивале «Белые столбы 2014». Над восстановлением фильма работали: Николай Майоров, Владимир Котовский.